# Headquarters
Headquarters — третий студийный альбом американской виртуальной поп-рок-группы The Monkees. Альбом содержит композиции, которые The Monkees сочиняют и исполняют по сюжету одноимённого телесериала. В отличие от предыдущих двух альбомов, актёры, исполнившие роль участников коллектива, приняли существенное участие в написании материала и студийной записи.
Альбом стал трижды платиновым в США, в 2005 году его включили в список 1001 музыкальный альбом, который стоит прослушать, прежде чем вы умрёте.

## Список композиций
| №  | Название                      | Автор(ы)                 | Вокал                  | Длительность |
| -- | ----------------------------- | ------------------------ | ---------------------- | ------------ |
| 1. | «You Told Me»                 | Майкл Несмит             | Майкл Несмит           | 2:25         |
| 2. | «I'll Spend My Life with You» | Томми Бойс, Бобби Харт   | Микки Доленц           | 2:26         |
| 3. | «Forget That Girl»            | Чип Дуглас               | Дэви Джонс             | 2:25         |
| 4. | «Band 6»                      | The Monkees              |                        | 0:41         |
| 5. | «You Just May Be the One»     | Майкл Несмит             | Майкл Несмит           | 2:03         |
| 6. | «Shades of Gray»              | Барри Манн, Синтия Вайль | Дэви Джонс, Питер Торк | 3:22         |
| 7. | «I Can't Get Her Off My Mind» | Томми Бойс, Бобби Харт   | Дэви Джонс             | 2:27         |

| №                   | Название                         | Автор(ы)                        | Вокал               | Длительность |
| ------------------- | -------------------------------- | ------------------------------- | ------------------- | ------------ |
| 8.                  | «For Pete's Sake»                | Питер Торк, Джой Ричардс        | Микки Доленц        | 2:11         |
| 9.                  | «Mr. Webster»                    | Томми Бойс, Бобби Харт          | Микки Доленц        | 2:05         |
| 10.                 | «Sunny Girlfriend»               | Майкл Несмит                    | Майкл Несмит        | 2:33         |
| 11.                 | «Zilch»                          | The Monkees                     | The Monkees         | 1:06         |
| 12.                 | «No Time»                        | The Monkees, Хэнк Чичало        | Микки Доленц        | 2:08         |
| 13.                 | «Early Morning Blues and Greens» | Диана Гиндельбранд, Джек Келлер | Дэви Джонс          | 2:35         |
| 14.                 | «Randy Scouse Git»               | Микки Доленц                    | Микки Доленц        | 2:40         |
| Общая длительность: | Общая длительность:              | Общая длительность:             | Общая длительность: | 30:52        |

## Позиции в чартах
| Страна         | Организация              | Позиция |
| -------------- | ------------------------ | ------- |
| Аргентина      | CAPIF                    | 5       |
| Бразилия       | Pro-Música Brasil        | 9       |
| Германия       | GfK Entertainment Charts | 29      |
| Великобритания | Official Charts Company  | 2       |
| США            | Billboard                | 1       |
| Дания          | Tracklisten              | 5       |
| Канада         | Canadian Hot 100         | 1       |
| Норвегия       | VG-lista                 | 2       |
| Финляндия      | Suomen virallinen lista  | 1       |
| Япония         | Oricon                   | 32      |